# Carmen Brussig
Pour les articles homonymes, voir Brussig.
Carmen Brussig, née le 20 mai 1977 à Leipzig, est une judokate malvoyante allemande, championne paralympique en moins de 48 kg. Elle est la sœur jumelle de Ramona Brussig, elle aussi judokate de haut-niveau.
En 2023, elle choisit la nationalité suisse tandis que sa sœur jumelle Ramona reste en Allemagne.

## Carrière
Carmen Brussig fait ses débuts paralympiques aux Jeux de 2008 à Pékin où, après avoir perdu en quart de finale face à la Russe Viktoria Potapova, elle remporte le repêchage face à la Cubaine Maria Gonzalez et remporte la médaille de bronze. À Londres, en 2012, elle remporte finalement l'or dans sa catégorie, quinze minutes avant que sa sœur Ramona ne fasse la même dans la catégorie des moins de 52 kg,. Défendant son titre paralympique à Rio en 2016, elle perd en finale face à la Chinoise Li Liqing.
En 2010, aux Championnats du monde IBSA à Antalya (Turquie), elle termine sur la troisième marche du podium derrière la Taïwanaise Lee Kai-lin et la Chinoise Guo Huaping. Elle remporte l'or en 2006, 2007 et en 2015.